# I figli di nessuno (film 1951)
I figli di nessuno è un film del 1951 diretto da Raffaello Matarazzo, con Amedeo Nazzari ed Yvonne Sanson, tratto dall'omonimo dramma teatrale di Ruggiero Rindi e Vittorio Salvoni.
È l'unico melodramma di Matarazzo a non avere un lieto fine.
Matarazzo diresse anche un seguito: L'angelo bianco (1955).

## Trama

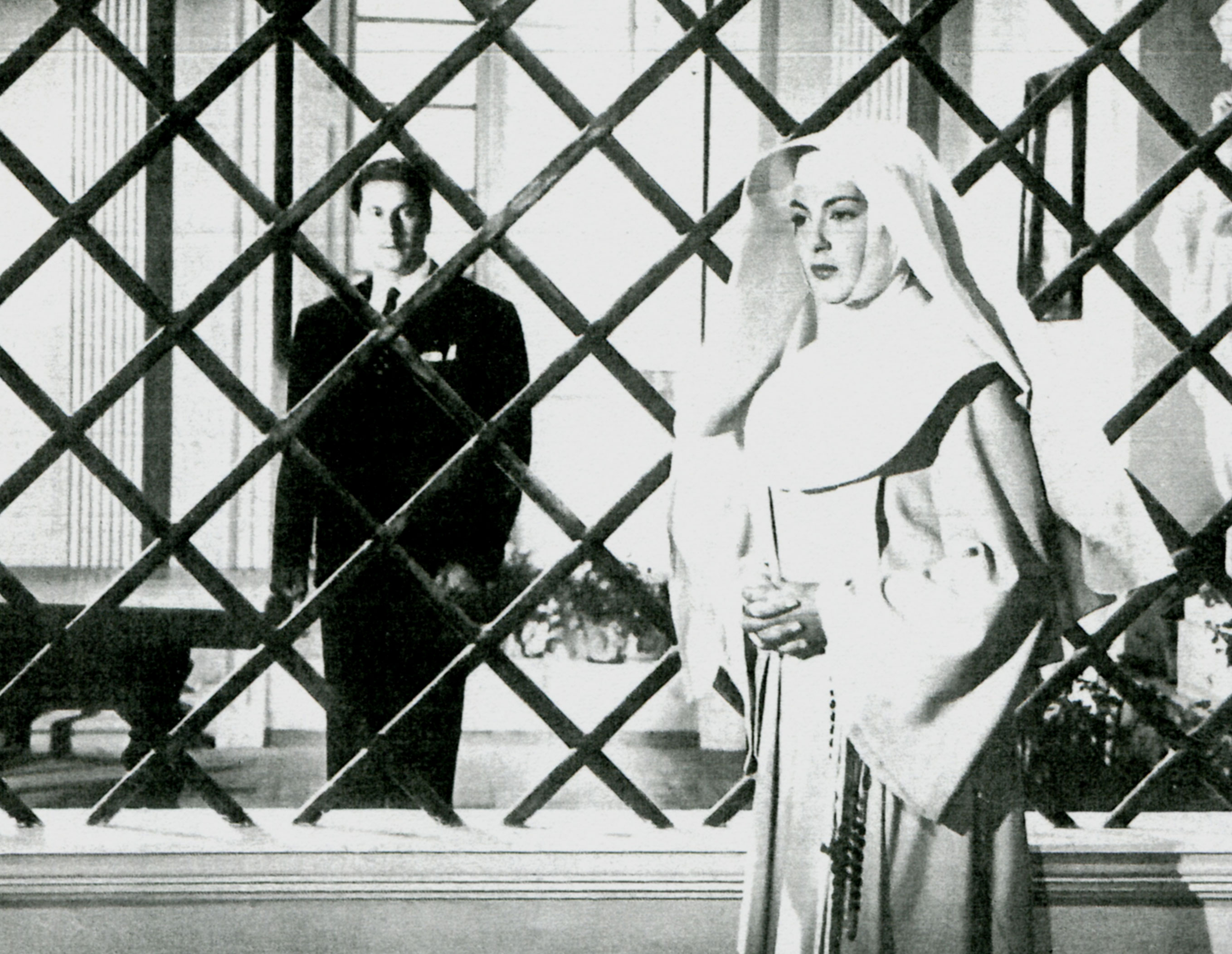
Foto di scena con Amedeo Nazzari e Yvonne Sanson

Il conte Guido Carani è l'unico figlio di una ricca famiglia proprietaria di una cava di marmo a Carrara. Il padre è morto da molti anni, pertanto è la madre che si occupa di gestire l'impresa insieme ad Anselmo, un amministratore senza scrupoli che si arricchisce sfruttando i lavoratori.
Guido è innamorato, ricambiato, di Luisa Fanti, la figlia di Bernardo, l'anziano e malato guardiano della cava, suo dipendente, che muore poco dopo. La contessa madre, però, si oppone a questa relazione, preferendo per il figlio una donna di più alto rango. Con la scusa di fargli acquistare nuovi macchinari per rendere più efficiente l'attività lo convince a recarsi a Londra. Inoltre fa in modo che l'amministratore blocchi ogni comunicazione tra i due. Nel tentativo di allontanarla definitivamente dalla vita di Guido, chiede ad Anselmo di mandar via Luisa dalla casa del guardiano della cava, in cui la donna ancora abita. Anselmo ricatta Luisa chiedendole favori sessuali per non mandarla via e la donna, durante una notte di bufera, fugge sconvolta e cade in un torrente. Nella fuga Luisa perde il suo scialle. Guido, nel frattempo tornato da Londra per capire il motivo delle mancate risposte, apprende della fuga e, come tutti, si convince che la donna, di cui i soccorritori hanno ritrovato soltanto lo scialle, è morta nel ruscello.
In realtà Luisa ha trovato rifugio presso la casa di Marta, un'anziana contadina, alla quale confessa di essere incinta. Marta la convince a restare con lei, e in quella casa dà alla luce il figlio. Ma Anselmo, durante una battuta di caccia, riconosce il cane di Luisa, lo segue e scopre il nascondiglio della donna. Ne informa la contessa madre, la quale incarica l'amministratore di rapire il bambino e rinchiuderlo in un collegio. L'amministratore ci riesce in una notte, nonostante la resistenza del fedele cane di Luisa. Accidentalmente, però, Anselmo dà fuoco alla casa della contadina, inducendo Luisa a ritenere che il figlio sia morto nell'incendio. Sconvolta dal dolore e sull'orlo del suicidio, Luisa decide alla fine di prendere i voti e farsi suora.
Dopo alcuni anni, Guido viene a sapere che Luisa è ancora viva e, presentatosi al convento, cerca di riconquistarla, ma lei a questo punto gli dice di essere diventata suor Addolorata e di aver dedicato la sua vita a Dio. Guido sposa pertanto un'altra donna, Elena, da cui ha una figlia, Anna. Dopo qualche tempo l'ordine monastico invia Suor Addolorata proprio nel convento di Carrara.
Il bambino di Guido e Luisa, a cui è stato dato il nome di Bruno, viene allevato in collegio per diversi anni, ma è continuamente vittima del dileggio dei compagni, che lo chiamano "bastardo" perché non ha famiglia. Una notte riesce ad accedere all'ufficio del direttore, dove trova le carte con l'indirizzo di chi mensilmente si occupa di pagare la sua retta, che è Anselmo. Mentre fruga nella carte viene sorpreso ed accusato di furto. Decide quindi di fuggire dal collegio per andare a cercare i suoi genitori. Durante la fuga incontra una suora, che è proprio Luisa-suor Addolorata, la quale, ovviamente, non sa che il bambino è suo figlio.
Bruno arriva da Anselmo che, dopo avergli raccontato di averlo trovato abbandonato in un campo, lo mette a lavorare nella cava. In realtà è la contessa madre a pagare le rette, utilizzando Anselmo come prestanome.
La contessa madre si ammala gravemente e, tormentata dal rimorso per il dolore che ha causato, confessa le sue azioni al prete, chiedendogli di garantire le sue volontà, contenute in un testamento con cui lascia buona parte delle sue sostanze proprio a Bruno. La nuora Elena però ascolta inavvertitamente questa confessione e riesce a sottrarre e a distruggere quel testamento. Dopo la morte della contessa madre, Guido decide di licenziare l'amministratore accusandolo delle malversazioni a danno dei dipendenti e del tentativo truffaldino di impadronirsi dell'azienda, che Anselmo aveva ordito ricattando la contessa madre con la minaccia di rivelare le azioni, di cui lui era stato complice, che aveva condotto per far sparire Bruno. Anselmo, per ripicca contro il licenziamento, aizza contro di lui i lavoratori e, con il loro consenso, mette in pratica un piano per far saltare in aria la cava di marmo.
Nel frattempo Bruno ha conosciuto la sorellastra Anna e, mentre i due giocano, riesce a salvarla da un annegamento. Guido lo vuole ricompensare per questo suo atto coraggioso, ma il ragazzo rifiuta il suo denaro, credendo anche lui a quanto affermato da Anselmo, e cioè che il Conte voglia chiudere la cava e licenziare tutti gli operai. Durante lo scontro verbale tra i due, la moglie Elena gli confessa che in realtà quel ragazzo così fiero è suo figlio.
Proprio in quel momento Anselmo dà fuoco alle micce per far saltare la cava. Bruno, comprese le vere intenzioni del conte, a quel punto cerca di spegnerle, ma rimane travolto dalle esplosioni, restando gravemente ferito. Viene mandata a chiamare anche la madre. Finalmente accudito da entrambi i suoi genitori, il bambino non riesce a salvarsi, morendo fra le braccia della madre e dunque Luisa decide di tornare nuovamente alla vita monacale.

## Produzione
Il film, ascrivibile al filone dei melodrammi sentimentali, comunemente detto strappalacrime (poi ribattezzato in seguito dalla critica con il termine neorealismo d'appendice), filone di cui Matarazzo fu il maggiore esponente, venne girato per gli interni negli studi romani della Titanus e per gli esterni a Carrara e nei suoi dintorni.
Il film conclude la trilogia iniziata con Catene e proseguita con Tormento, film anch'essi diretti da Matarazzo ed interpretati dalla coppia Nazzari-Sanson.

## Distribuzione
Il film venne distribuito nelle sale cinematografiche italiane il 22 novembre del 1951.

## Incasso
I figli di nessuno, nonostante i pareri negativi espressi da gran parte della critica cinematografica coeva, ebbe un grande successo di pubblico, incassando ben 958.000.000 di lire dell'epoca, risultando il secondo maggior incasso al botteghino italiano dell'annata 1951-1952, preceduto solo dall'analogo Anna di Alberto Lattuada.
Il film detiene ad oggi il 45º posto nella classifica dei film italiani più visti di sempre con 8 397 465 spettatori paganti.

## Critica
Secondo Enrico Fecchi: "Il film appartiene alla solita categoria dei filmoni destinati a far quattrini a scapito dell'arte anche se questo lavoro (...) cerca con fatica di salire leggermente di tono rispetto ai precedenti esempi. In contrasto con Nazzari, sciatto sbiadito e svogliato, c'è una Sanson veramente bravina che lavora con impegno e coscienza. Il carattere dei personaggi non è a fuoco e la recitazione dei minori manierata..."

## Curiosità
- Il film contiene un cameo del cantante Giorgio Consolini. Durante la sua fuga dal collegio, Bruno ottiene un passaggio da un camion, sul quale viaggia anche un vagabondo, interpretato da Consolini, il quale, sollecitato dall'autista, canta la celebre canzone Mamma.
- In una scena nella quale Guido, che si trova a Londra, chiede di poter comunicare telefonicamente con Luisa, si rappresentano le difficoltà, oggi impensabili, delle telefonate internazionali di quel tempo: la chiamata doveva essere prenotata tramite centralino sin dalla sera precedente.

## Opere correlate
La pellicola è un remake dell'omonimo film muto del 1921 diretto da Ubaldo Maria Del Colle (che ne era anche il protagonista assieme a Leda Gys, e che collaborò anche a questa versione, in veste di consulente artistico ed aiuto-regista), che ebbe anch'esso molto successo e che già nel 1943 era stato oggetto di un rifacimento, diretto da Giulio Antamoro, Federico Sinibaldi ed Ettore Giannini, intitolato L'angelo bianco (da non confondere con l'omonimo film del 1955 diretto da Matarazzo, che rappresenta invece il seguito di questa pellicola).
Nel 1974 il regista Bruno Gaburro girò un ulteriore rifacimento della pellicola, che però non ottenne lo stesso successo dei film precedenti.